# Mòng biển Ross
Rhodostethia rosea là một loài chim trong họ Laridae.